# 贡贡渔村
贡贡渔村是一个位于马来西亚新山县的乡村及漁村，距離巴西古當約12公里。当地设有海上垂钓設施。
贡贡渔村的海滩设备完善，适合钓鱼和进行水上运动。村子附近有片占地117英亩（0.5平方公里）的农业园，种植许多类型的榴梿。附近也种有许多的椰子、香兰等等。
2016年7月，柔佛州务大臣拿督斯里莫哈末卡立透露，州政府有意在此地建设一个提供客运服务渡轮码头，让新山东部居民可在20分钟之内抵达新加坡的樟宜码头，同时纾缓新柔长堤和马新第二通道的交通阻塞状况。目前该计划已提交给中央政府，一旦获得批准将进行考察研究工作等。

## 設施
- 贡贡渔村警察所

### 教育
- 贡贡渔村國民學校（Sekolah Kebangsaan Kongkong Laut）

### 宗教
- 贡贡渔村清真寺（Masjid Kampung Kongkong Laut）